# Anna Rita Cerqueira
Anna Rita Pereira Nunes (Rio de Janeiro, 20 de junho de 1998), mais conhecida como Anna Rita Cerqueira  é uma modelo e atriz brasileira. Ficou conhecida por interpretar Flaviana na vigésima primeira temporada da novela teen Malhação, e Clara na novela Eterna Magia, ambas da Rede Globo.

## Biografia
Filha da jornalista Renata Cerqueira, Anna nasceu em 20 de junho de 1998 no Rio de Janeiro. Com cinco anos, começou a fazer teatro como uma brincadeira. Seu primeiro trabalho na televisão ocorreu em 2005, interpretando uma menina assustada pela vilã Elza (Vanessa Gerbelli) na novela Prova de Amor. Aos 10 anos de idade, na pele de Clara em Eterna Magia, foi indicada ao Prêmio Contigo! de TV de 2008 na categoria de "Melhor Atriz Infantil".
Em 2010, interpretou outra vez a Clara, desta vez na telenovela Escrito nas Estrelas. No ano seguinte, deu sua vida a personagem Olívia em A Vida da Gente. No cinema, dublou Lili na série animada Meu Amigãozão. Em 2013, já na então Rede Record, viveu Azenate na primeira fase da série José do Egito. No mesmo ano, retornou a Rede Globo como Flaviana em Malhação.

## Filmografia

### Televisão
| Ano       | Título               | Personagem                    | Nota                                  |
| --------- | -------------------- | ----------------------------- | ------------------------------------- |
| 2003      | O Beijo do Vampiro   | Pandora D'Montmatre (criança) | Participação                          |
| 2005      | Prova de Amor        | Menina assustada por Elza     | Participação                          |
| 2007      | Eterna Magia         | Clara O'Neill Sullivan        |                                       |
| 2010      | Escrito nas Estrelas | Clara                         |                                       |
| 2010      | A História de Ester  | Déborah                       |                                       |
| 2011      | Malhação             | Milena                        |                                       |
| 2011      | A Vida da Gente      | Olívia                        |                                       |
| 2013      | José do Egito        | Azenate (1ª Fase)             |                                       |
| 2013      | Malhação             | Flaviana Sampaio              |                                       |
| 2015      | Milagres de Jesus    | Maria de Betânia              | Episódio: "A Ressurreição de Lázaro"  |
| 2016      | Os Dez Mandamentos   | Yarin                         |                                       |
| 2016      | A Lei do Amor        | Sofia                         | Episódio: "29 de outubro"             |
| 2017      | Pega Pega            | Letícia                       |                                       |
| 2017      | A Cara do Pai        | Carol                         | Episódio: "O Amor Está no Ar"         |
| 2018      | Espelho da Vida      | Gabriela Dias (Gabi)          |                                       |
| 2019      | Jezabel              | Milena                        | Episódios: "30 de julho–12 de agosto" |
| 2021      | Gênesis              | Tila                          | Fase: "Jardim do Éden"                |
| 2023      | Fuzuê                | Tainá Novinha                 | Episódio: "2 de novembro"             |
| 2024–2025 | Reis                 | Azuba                         | Temporada: A Divisão                  |

### Cinema
| Ano  | Título                             | Papel             |
| ---- | ---------------------------------- | ----------------- |
| 2014 | Confissões de Adolescente: O Filme | Tina/Cris (jovem) |

### Dublagens
| Ano  | Título                      | Papel                                                    |
| ---- | --------------------------- | -------------------------------------------------------- |
| 2008 | Phineas e Ferb              | Menina do Doofenshmirtz (ep. A Luta das Casas de Árvore) |
| 2010 | Nutri Ventures              | Lena                                                     |
| 2010 | Meu AmigãoZão               | Lili                                                     |
| 2011 | Bubble Guppies              | Deema                                                    |
| 2011 | Barbie: Escola de Princesas | Emily Willows                                            |
| 2014 | Steven Universo             | Hooper                                                   |

## Prêmios e indicações
| Ano  | Prêmio                | Categoria             | Trabalho indicado     | Resultado |
| ---- | --------------------- | --------------------- | --------------------- | --------- |
| 2008 | Prêmio Contigo! de TV | Melhor Atriz Infantil | Clara em Eterna Magia | Indicada  |